# Peake-Jones Rock
Peake-Jones Rock är en bergstopp i Antarktis. Den ligger i Östantarktis. Australien gör anspråk på området. Toppen på Peake-Jones Rock är 18 meter över havet.
Terrängen runt Peake-Jones Rock är kuperad åt sydost, men norrut är den platt. Havet är nära Peake-Jones Rock åt nordväst. Trakten är glest befolkad. Närmaste befolkade plats är Mawson Station, 4,1 kilometer nordost om Peake-Jones Rock. 